# دیزل سبز
دیزل سبز یا دیزل تجدید پذیر به گونه‌ای از سوخت دیزل گفته می‌شود که از خوراک تجدید پذیر و با بکار بردن فناوری‌های زیست‌توده به مایع و پالایش روغن‌نباتی بدست می‌آید.به دلیل بکاربردن خوراک، دیزل سبز را می‌توان در رده زیست‌دیزل قرار داد؛ اما از لحاظ فناوری پردازش و فرمول شیمی، زیست‌دیزل و دیزل سبز، فراورده‌های متفاوتی هستند.در حالی که برای فراوری زیست‌دیزل فناوری‌های نوین بکار می‌روند، دیزل سبز از راه سنتی تقطیر ذره به ذره بدست می‌آید.

## خوراک بکار رونده
دیزل سبز می‌تواند از روغن خوراک‌هایی مانند کلزا، جلبک، جاتروفا و سالیکورنیا به اضافه تالو (پیه که برای شمع سازی بکار می‌رود) بدست آید.